# ポートサービス
株式会社ポートサービスとは、横浜港にて船舶を運航する海運会社である。山下公園を拠点に横浜港内で水上バスの「シーバス」やレストラン船の「マリーンルージュ」を運航している。

## 沿革
1953年（昭和28年）7月、藤木企業の交通船・繋離船事業を分社化して設立された。当初の社名は株式会社ジャパンポートサービスであったが、1957年（昭和32年）に株式会社ポートサービスに商号変更した。
2025年4月10日に、横浜港における観光船事業を、2025年5月1日を目処に藤木企業との合弁会社「Y Cruise」に移管することを発表した。

## 運航路線

### 定期航路
- 海上交通船「シーバス」[注釈 1]
横浜駅東口（ベイクォーター）〜ハンマーヘッド（新港ふ頭さん橋）〜ピア赤レンガ〜山下公園
横浜駅東口⇔山下公園の直行便や一部の発着場に寄港しない経由便もある。

2022年3月31日に「みなとみらい（ぷかりさん橋）」への発着終了、同年4月23日より「ハンマーヘッド（新港ふ頭さん橋）」への発着開始[7][8]。
2022年2月1日より「山下公園桟橋」は改修工事のため一時閉鎖となり「ピア赤レンガ」が終点となっていたが[9]、2024年8月1日に山下公園乗り場がリニューアルオープンし、横浜駅東口、横浜ハンマーヘッド、ピア赤レンガ、山下公園を結ぶ航路が再開した[10]。
- レストランシップ「マリーンルージュ」
山下公園、ピア赤レンガに寄港し、横浜港周辺を周回遊覧する。90分のランチクルーズ、同じく90分のサンセットクルーズ、120分のディナークルーズがある。
フランス料理は旬の食材を取り入れ2ヶ月ごとにメニューが変更される。

### 臨時航路
桜のシーズンになると、大さん橋発着で大岡川の桜並木を見物する「横浜大岡川桜満開クルーズ」が運航される。昼の便のほか、夜桜を楽しむ夜の便もある。なお、大岡川は川幅が狭いため、2021年に就航した新造船、シーバスACEで運航される。
1989年（平成元年）の横浜博覧会会期中は、会場内の「海のゲート」付近に設置されていた浮桟橋（現在の臨港パーク潮入りの池そばの海上）にも、観光船 あかいくつ号・シーバス・マリーンシャトルが寄港していた。

### 港湾作業船
横浜港および川崎港で、交通船（沖合に停泊している船舶に船員を輸送する作業船）や繋離船（船舶を岸壁に接岸させたり離岸させたりする作業船）の業務を行う。

## 所属船舶

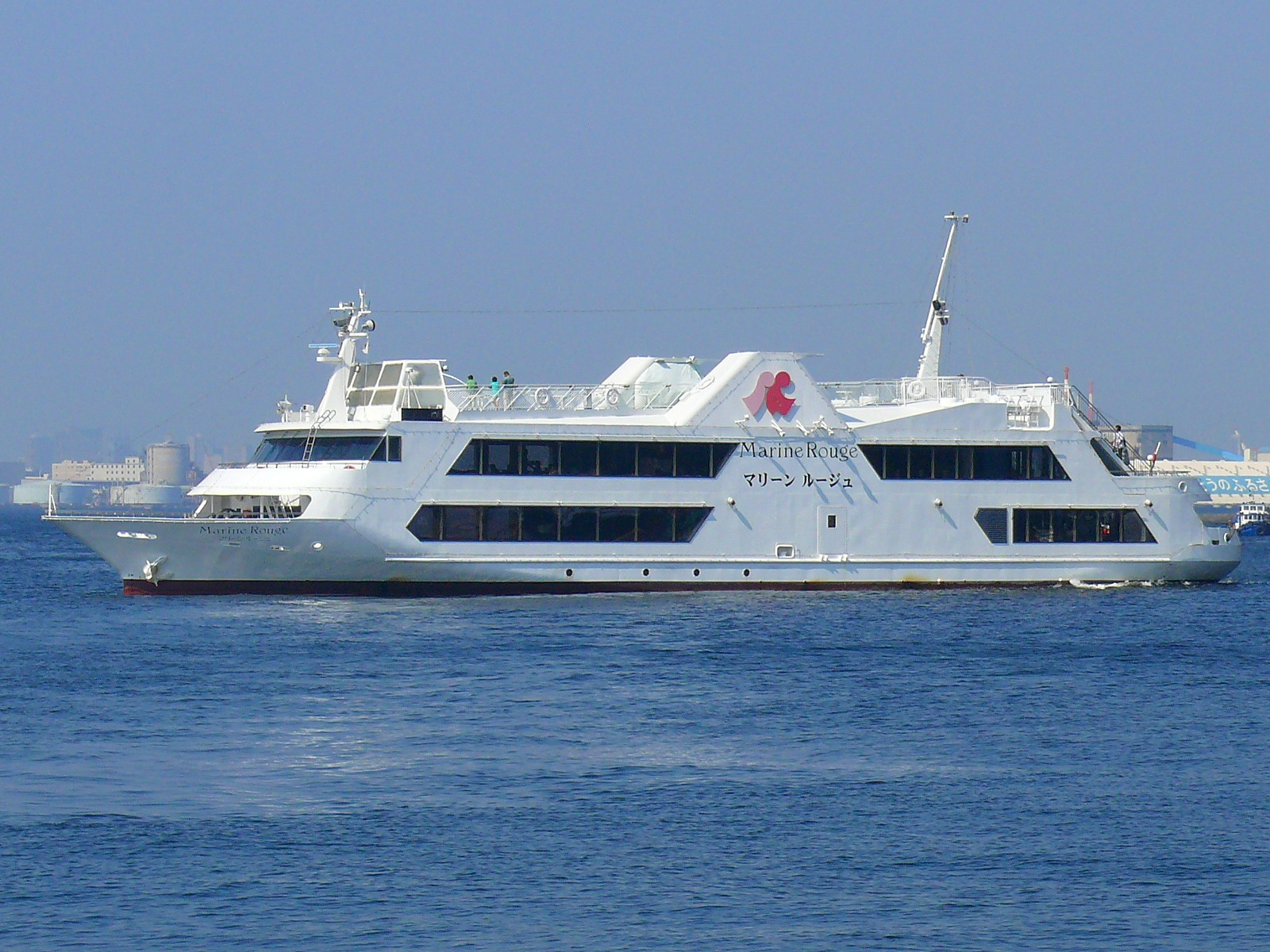
マリーンルージュ

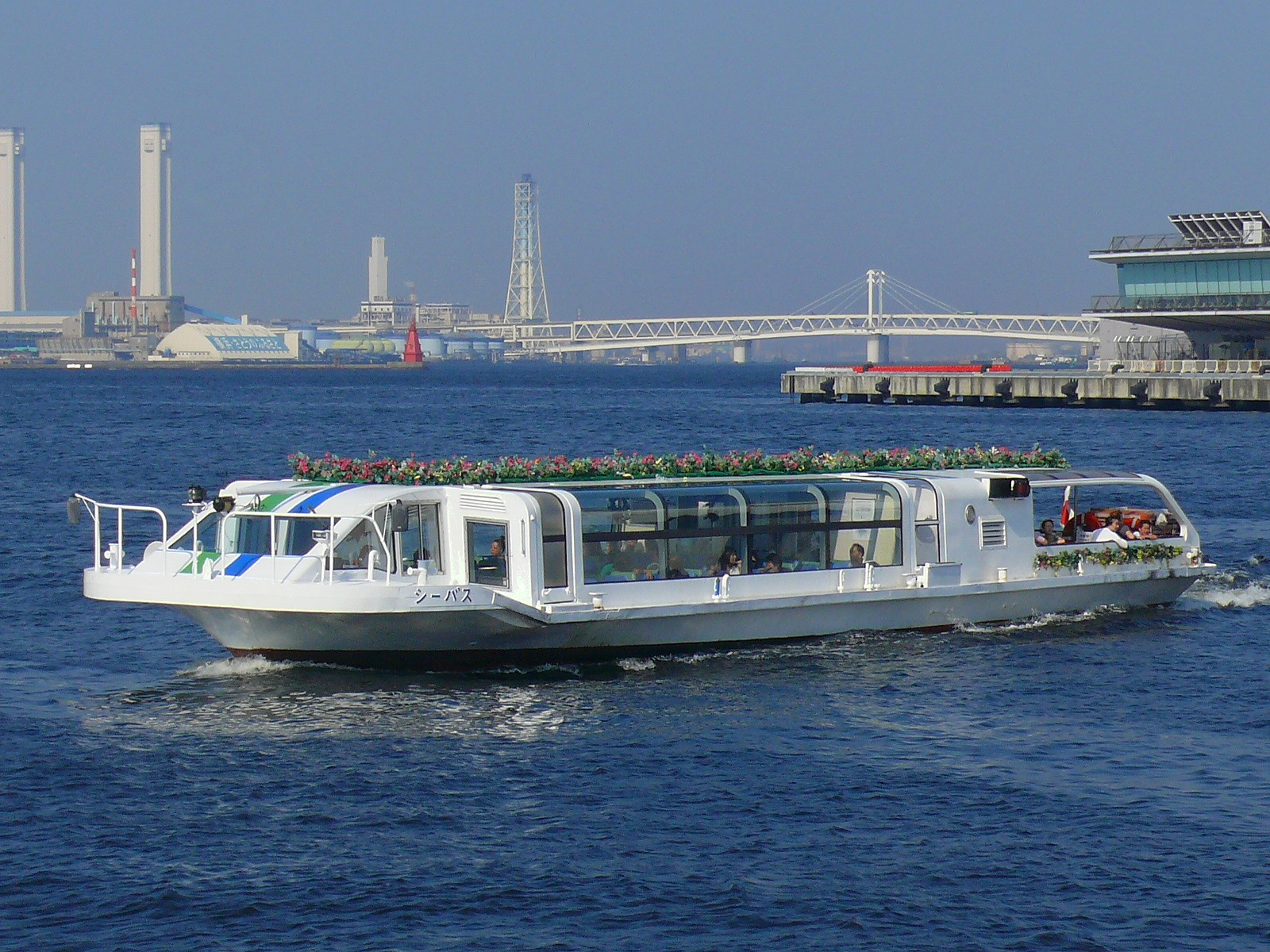
シーバス：船体後部がオープンデッキ構造になっている。

- マリーンルージュ[15]
1992年（平成4年）1月竣工、就航。金川造船建造。
661総トン、全長56.00m、型幅9.80m、型深さ3.80m、ディーゼル2基、機関出力1,300ps、航海速力12.0ノット、旅客定員400名。
主にランチクルーズやディナークルーズを目的として造られた高級感重視のレストラン船。船内は3階建てで、目的、規模に応じたクレスト、カレント、イザベラ、セレッソの大小4つのダイニングと、ルミエールやスカイデッキなどの眺望のためのスペースがある。ランチクルーズ、ディナークルーズ共に本格的なフランス料理のフルコースが楽しめるが、遊覧のみの乗船も可能。この他、貸切運航（150名以上）も行っている。サザンオールスターズの「LOVE AFFAIR～秘密のデート」の曲の歌詞にもなったレストラン船。

- シーバス5[16]
1989年2月竣工、墨田川造船建造。
46総トン、登録長22.51m、型幅5.00m、型深さ1.93m、ディーゼル1基、機関出力350ps。
- SEABASS ZERO
- SEABASS ACE
「シーバス」シリーズは3隻が在籍。みなとみらい大橋や高島貨物線の橋梁もくぐれるよう、河川を航行する水上バスのような低い船高を持つ。横浜駅東口～ハンマーヘッド～ピア赤レンガ(～山下公園は2022年現在改修工事のため運休中)の定期航路のほか、工場夜景クルーズやイルミネーションクルーズ、シーバス羽田クルーズなど様々な企画クルーズも運航している。

## 過去の船舶

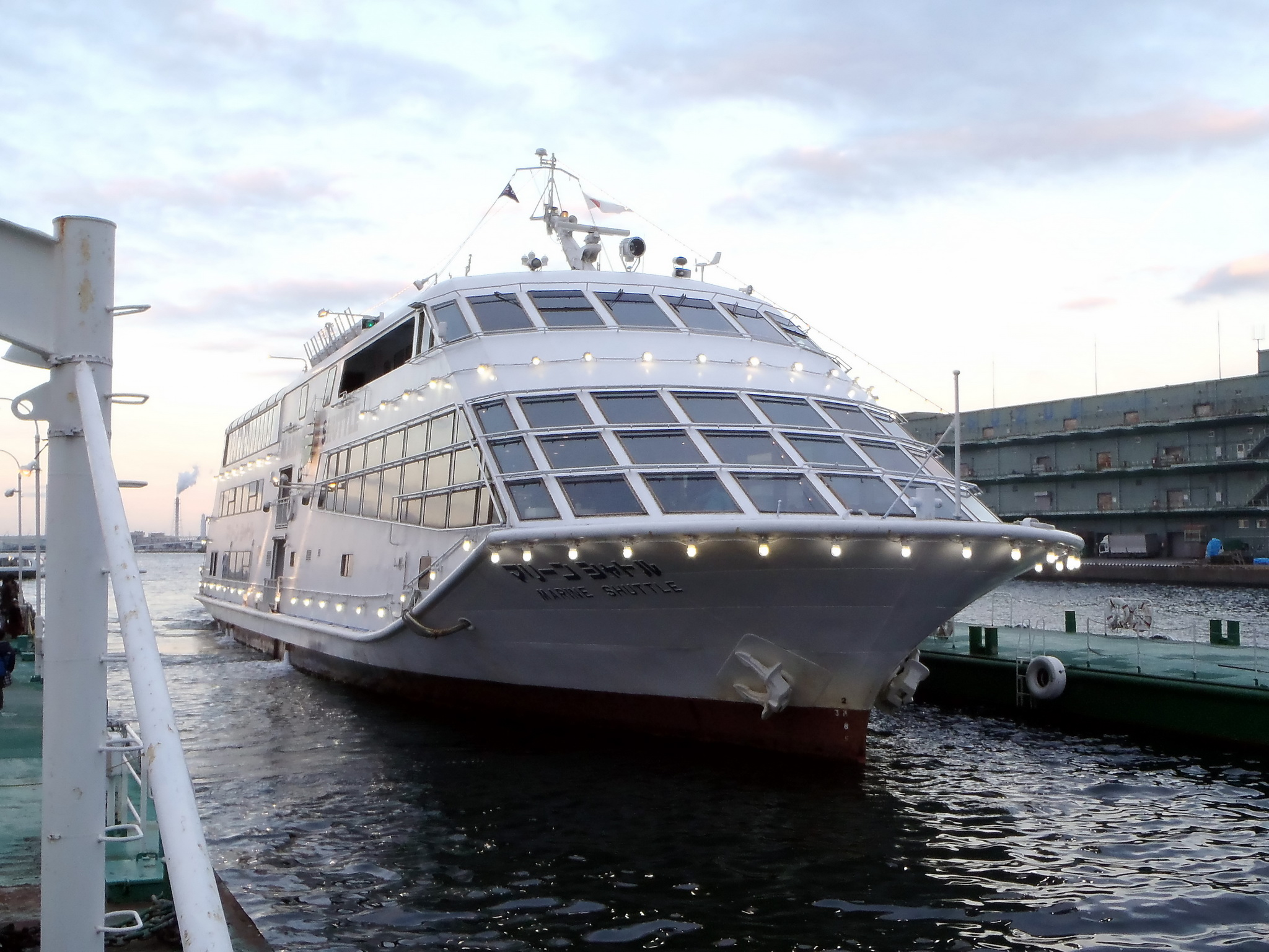
マリーンシャトル

- イーグル[17]
竣工・建造不詳、木造船。
22.72総トン、登録長17.00m、幅3.39m、深さ1.55m、ディーゼル1基、機関出力225ps、最大速力10ノット、旅客定員45名。
- ストーク[17]
竣工不詳、南国特殊造船建造、木造船。
24.71総トン、登録長12.92m、幅4.12m、深さ1.99m、ディーゼル1基、機関出力225ps、最大速力10ノット、旅客定員46名。
- 第五富士[17]
1951年（昭和26年）12月竣工、南国特殊造船建造、木造船。
20.37総トン、登録長13.64m、幅3.68m、深さ1.43m、ディーゼル1基、機関出力80ps、最大速力8ノット、旅客定員68名。
- よこはま[17]
1959年（昭和34年）7月竣工、就航。中村工業建造。
54.02総トン、登録長18.88m、幅5.06m、深さ1.80m、ディーゼル1基、機関出力90ps、最大速力9ノット、旅客定員257名。
- かながわ[17]
1961年（昭和36年）3月竣工。三津浜造船建造。
99.00総トン、登録長24.05m、幅5.00m、深さ2.50m、ディーゼル1基、機関出力180ps、最大速力10ノット、旅客定員329名。
- やました[17]
1961年11月竣工、鈴木造船鉄工所建造。
28.79総トン、登録長14.31m、幅3.90m、深さ1.70m、ディーゼル1基、機関出力60ps、最大速力8ノット、旅客定員70名。
- いせざき[17]
1961年12月竣工、鈴木造船鉄工所建造。
28.90総トン、登録長14.31m、幅3.90m、深さ1.70m、ディーゼル1基、機関出力60ps、最大速力8ノット、旅客定員70名。
- とびうお[17]
1962年（昭和37年）6月竣工、新明和工業甲南工場建造。軽合金製水中翼船。
4.50総トン、登録長8.50m、幅2.40m、深さ1.00m、ガソリンエンジン1基、機関出力225ps、最大速力40ノット、旅客定員13名。
- はごろも[17]
1962年7月竣工、鈴木造船鉄工所建造。
28.20総トン、登録長14.31m、幅3.90m、深さ1.70m、ディーゼル1基、機関出力60ps、最大速力8ノット、旅客定員67名。
- みずえ[17]
1963年（昭和38年）10月竣工、喜多造船所建造。
33.45総トン、登録長16.26m、幅4.00m、深さ1.78m、ディーゼル1基、機関出力120ps、最大速力9ノット、旅客定員125名。
- しんよこはま[18]
1970年（昭和45年）2月竣工、就航。三陸造船鉄工建造。
197.65総トン、全長34.50m、型幅6.80m、型深さ2.50m、ディーゼル1基、機関出力400ps、航海速力9.00ノット、旅客定員540名。
のちに、「かもめ」に改名[19]。
- あかいくつ号[18]
1979年（昭和54年）1月竣工、就航。金川造船建造。
298.15総トン、全長37.00m、型幅7.90m、型深さ2.90m、ディーゼル1基、機関出力1,000ps、航海速力12.70ノット、旅客定員566名。
引退後、関西港湾サービスに売船、「ペガサス」に改名[15]。

- マリーンシャトル[15]
1985年（昭和60年）6月竣工、就航、2021年（令和3年）7月運航終了[20]。金川造船建造。
764総トン、全長49.90m、型幅10.20m、型深さ3.80m、ディーゼル1基、機関出力1,600ps、航海速力12.0ノット、旅客定員634名。
主に横浜港周辺の見学を目的として作られた遊覧船。修学旅行や遠足等での利用も多い。船内は3階建てで、劇場のような形式のビューシートやオープンデッキなど眺望重視の船室が多く、船内のモニターでは横浜港の案内ビデオが放映されていた。また、カジュアルレストラン「プラネット」があり、別料金で食事も楽しめた。定期航路としては山下公園、ピア赤レンガ、みなとみらい（ぷかりさん橋）に寄港し、横浜港周辺を周回遊覧していた。2階前方ビューシートは前方に向かって斜めになっているので、横浜港の臨場感が後方の席でも味わえた。
- シーバス[16]
1985年11月竣工、墨田川造船建造。
43総トン、登録長20.20m、型幅4.74m、型深さ1.42m。
最初に運行開始したシーバス。白地に青と緑のラインが描かれている。
2022年11月6日をもって運航終了。[21]
- シーバス2[16]
1986年7月竣工、墨田川造船建造。2021年に運航終了。
42総トン、登録長21.01m、型幅5.00m、型深さ1.93m。
2隻目のシーバス。シーバスよりも船体を延長している。白地に赤とオレンジのラインが描かれている。
2018年4月から2021年3月24日までは京急電鉄のラッピングが施されていた。[22]
- シーバス3[16]
1987年10月竣工、墨田川造船建造。
42総トン、登録長21.01m、型幅5.00m、型深さ1.93m、ディーゼル1基、機関出力350ps。
3隻目のシーバス。白地にグレート黒のラインが描かれている。
2019年9月9日の台風で、山下公園に係留中、高潮によって浸水・沈没し、廃船となった。[23]

## 発着場
- 横浜駅東口（ベイクォーター）のりば
発着場は横浜ベイクォーターの中にあり、横浜駅東口からはペデストリアンデッキ「かもめ歩道橋」を渡って行く。2階が切符売り場、1階が乗船口になっている。
- ハンマーヘッド（新港ふ頭さん橋）のりば
横浜ハンマーヘッドのすぐ横（8号岸壁側）に浮桟橋「新港ふ頭さん橋」として設置。2022年4月23日より発着開始[7][8]。
- ピア赤レンガ（赤レンガ倉庫前）のりば
- 山下公園のりば
2024年8月1日に「山下公園のりば SEABASS CRUISE TERMINAL」としてリニューアルオープンした[10][24]。営業所となっており、1階に待合室、屋上にテラスが設けられている[10]。

かつての発着場
- みなとみらい（ぷかりさん橋）のりば
ヨコハマグランドインターコンチネンタルホテル前（海側）にある浮桟橋。2022年3月31日に発着終了[7][8]（※現地に掲示されたお知らせでは「当面の間中止」とある）。